# Malcolm Offord
Pour les articles homonymes, voir Offord.
Malcolm Ian Offord, né le 5 septembre 1964 à Greenock, est un financier et homme politique britannique, membre du Parti conservateur. 
De 2021 à 2024, il est sous-secrétaire d'État parlementaire pour l'Écosse et, de 2023 à 2024, sous-secrétaire d’État parlementaire aux Exportations.
Offord est le fondateur et président d'une société de capital-investissement basée à Édimbourg, Badenoch and Co.

## Biographie
Offord est né à Greenock en 1964. Il fait ses études à l'école primaire Ardgowan et à la Greenock Academy, et obtient un diplôme de l'Université d'Édimbourg.
Offord est un conseiller politique au Centre pour la justice sociale, un groupe de réflexion de droite créé par l'ancien chef du Parti conservateur Iain Duncan Smith. En 2009, il écrit un article intitulé « Bankrupt Britain », dans lequel il appelle à une réduction d'un tiers des dépenses publiques.
Au cours de la campagne menant au référendum sur l'indépendance écossaise de 2014, Offord fonde un groupe de campagne astroturfé appelé Vote No Borders qui dépense 147 510 £ (juste en deçà de la limite de 150 000 £). Le groupe suscite la controverse lorsqu'il lance une publicité affirmant qu'après l'indépendance, les Écossais auraient du mal à se faire soigner au Great Ormond Street Hospital. L'hôpital objecte qu'ils n'ont pas été consultés, l'affirmation n'est pas vraie et demande le retrait de l'annonce. Quatre ans après le référendum, le groupe fait l'objet d'une attention accrue car il n'a pas respecté la date limite de dépôt des comptes auprès de Companies House.
En 2017, Offord devient président de London Scottish Football Club après avoir siégé au conseil d'administration. En 2020, il est nommé au conseil d'administration de la Fédération écossaise de rugby à XV en tant qu'administrateur non exécutif.
Aux Élections législatives écossaises de 2021, Offord se présente comme candidat de la liste des conservateurs écossais pour la région électorale de Lothian, mais ayant été classé cinquième de la liste, il n'obtient pas de siège. Sa sélection a été critiquée par d'autres conservateurs comme du « copinage ».
Offord et sa femme Sarah sont kidnappés sous la menace d'une arme à Tobago en 1998. Il y a une certaine controverse entourant les circonstances et l'affaire juridique subséquente.
Le 30 septembre 2021, il est nommé pair à vie lors de sa nomination en tant que sous-secrétaire d'État parlementaire pour l'Écosse et est créé baron Offord de Garvel, de Greenhook dans le comté de Renfrewshire, le 13 octobre et présenté à la Chambre des lords le lendemain. Il entre en fonction le 4 octobre 2021. Il est également sous-secrétaire d’État pour les exportations depuis le 24 avril 2023.